# Everything Everything
Everything Everything ist eine vierköpfige britische Indie-Rock-Band. Die Bandmitglieder sind ehemalige Studenten der Musikwissenschaft aus Manchester, Newcastle und Kent.

## Bandgeschichte
Die erste Single der Band, Suffragette Suffragette, erschien im Dezember 2008 bei Geffen Records. Im Dezember 2009 waren sie unter den 15 Bands der renommierten Umfrage „BBC Sound of 2010“. Nach der Wahl folgten Auftritte bei großen europäischen Musikfestivals, im August 2010 erschien Man Alive, das Debütalbum der Band.
Das zweite Album namens Arc erschien am 14. Januar 2013, das dritte Album Get to Heaven am 22. Juni 2015 und A Fever Dream, ihr viertes Album, am 18. August 2017. Am 27. Februar 2018 folgte die EP A Deeper Sea. Die Live-EP Live with The No.6 Orchestra enthält eine Einspielung von Liedern von jedem der ersten vier Alben und A Deeper Sea mit Orchesterbegleitung. Sie erschien am 20. Dezember 2019. Am 11. September 2020 erschien das Album Re-Animator, am 20. Mai 2022 Raw Data Feel.

## Diskografie

### Alben
- 2010: Man Alive
- 2013: Arc
- 2015: Get to Heaven
- 2017: A Fever Dream
- 2020: Re-Animator
- 2022: Raw Data Feel
- 2024: Mountainhead

### EPs
- 2009: My Kz, Ur Bf
- 2010: Schoolin’
- 2013: Cough Cough
- 2015: Live EP
- 2016: Spotify Sessions
- 2018: A Deeper Sea
- 2020: Live with The No.6 Orchestra

### Singles

#### Man Alive
- 2008: Suffragette Suffragette
- 2009: Photoshop Handsome
- 2009: My Kz Ur Bf
- 2010: Schoolin’

#### Arc
- 2012: Cough Cough
- 2013: Kemosabe
- 2013: Duet
- 2013: Don't Try

#### Get to Heaven
- 2015: Distant Past
- 2015: Regret
- 2015: Spring / Sun / Winter / Dread
- 2015: No Reptiles

#### (ohne Album)
- 2016: I Believe It Now

#### A Fever Dream
- 2017: Can't Do
- 2017: Desire
- 2017: A Fever Dream

#### Re-Animator
- 2020: In Birdsong
- 2020: Arch Enemy
- 2020: Planets
- 2020: Violent Sun

#### (ohne Album)
- 2021: Supernormal
- 2021: Natural's Not in It (mit Gang of Four)
- 2021: Mercury & Me

#### Raw Data Feel
- 2022: Bad Friday
- 2022: Teletype
- 2022: I Want a Love Like This
- 2022: Pizza Boy

#### Mountainhead
- 2023: Cold Reactor
- 2023: The Mad Stone
- 2024: The End of the Contender